# Ivan Charitonov
Ivan Michajlovitj Charitonov, född 1872, död 1918, var en rysk hovfunktionär.  Han var hovkock till Nikolaj II av Ryssland och tsaritsan Alexandra. 
Han följde tsarfamiljen på deras exil i Sibirien under ryska revolutionen, och tillhörde de ur hovpersonalen som dödades under avrättningen av tsarfamiljen. 
Charitonov kanoniserades 1991 som en "passion bearer" av Ryska utlandskyrkan. Termen avser en person som dödas oskyldigt om än inte uttryckligen för sin kristna tro. 